# Intenzifikace rýže
Intenzifikace rýže (angl. System of Rice Intensification) je metoda pěstování rýže vyvinutá francouzským Jezuitou jménem Henri de Laulanie v roce 1983 na Madagaskaru.
Při využití menšího množství semen a méně vody se s ní bez použití chemikálií docílí vyšší úrody.